# 22街站 (旧金山)
22街站（英語：22nd Street Station）位于美国加利福尼亚州旧金山，是加州列车（Caltrain）的车站之一。该站为旧金山、圣马刁县和圣克拉拉县的通勤者提供服务。